# Четврта влада Саве Грујића
Четврта влада Саве Грујића је била влада Краљевине Србије од 5. децембра 1893. до 24. јануара 1894. Педесети дан после образовања владе дошло је до њене оставке, кризу владе изазвао је повратак краља Милана у земљу.

## Историја
Краљ није желео нове туторе; да се према њему понашају као према детету и да га истискују из државне управе. Докићев заменик Грујић није успео да успостави равнотежу између Скупштине и краља чији су се прерогативи у Скупштини сводили на један глас. Влада, Државни савет и Скупштина могли су надгласати краља. Докић је 5. децембра поднео оставку, а нову владу саставио је Сава Грујић. Била је то само реконструкција претходног кабинета. У владу су ушли многи министри који нису били по вољи краљу (нпр. Миленко Веснић, министар просвете). Постојао је пројекат о коалиционој либерално-напредњачкој влади, али је он одбачен. Александар се са својим оцем састао у Опатији. Милан је сина критиковао због безвлашћа које влада у земљи под радикалима. Пола године слао му је савете које је Александар делимично прихватао. Краљ је почео да припрема терен за ослобађање либерала. Руси и Французи се са тим нису слагали. Мајка му је саветовала да напусти земљу, након што власт преда Пашићу, што је краљ одбио.
Решење је нађено у повратку краља Милана у Србију. На ту вест, Грујић је у ноћи између 20. и 21. јануара дао оставку. Краљ Милан је засебним возом допутовао у Београд 21. јануара. Сусрет оца и сина био је дирљив. Неколико минута стајали су загрљени на станици, а окупљена маса узвикивала је Миланово име. Пошто узвици нису престајали, Милан је рекао: „Не краљ Милан, већ живео краљ Александар!“ Отац је изјавио да се неће мешати у синовљеву владавину, већ да ће му бити само саветник. Круна је отпочела борбу против радикала и пармалентаризма. Краљ је све више тежио апсолутизму.
Сукоб Наталије и Милана продубљивао је кризу. Са Наталијом се маја 1893. године Александар састао у Кладову. Она врши притисак на њега да уклони закон о аболицији, као и Милан. Александру се није журило, не желећи да се опире скупштинској већини.

## Чланови владе
| Функција                                                                  | Слика | Име и презиме         | Детаљи |
| ------------------------------------------------------------------------- | ----- | --------------------- | ------ |
| Председник министарског савета, министар војни и министар иностраних дела |       | Сава Грујић           |        |
| Министар унутрашњих дела                                                  |       | Светозар Милосављевић |        |
| Министар правде                                                           |       | Пера Максимовић       |        |
| Министар финансија                                                        |       | Михаило В. Вујић      |        |
| Министар просвете и црквених дела                                         |       | Миленко Р. Веснић     |        |
| Министар грађевина                                                        |       | Светозар Станковић    |        |
| Министар народне привреде                                                 |       | Раша Милошевић        |        |